# Şerife Bacı

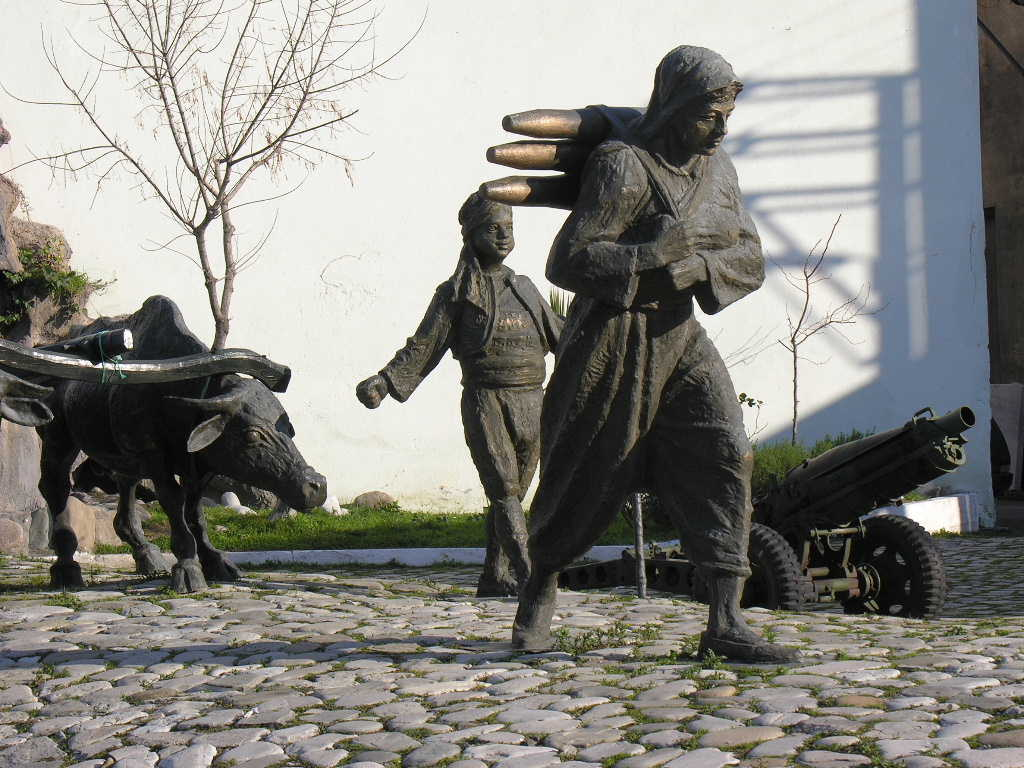
Denkmal von Bildhauer Metin Yurdanur im Park von İnebolu.

Şerife Bacı, auch Şerife Kadın, (* um 1900 im Landkreis Seydiler, Provinz Kastamonu; † Dezember 1921 in Kastamonu) ist eine türkische Volksheldin und Märtyrerin, die im türkischen Befreiungskrieg kämpfte.

## Leben
Şerife Bacı („Schwester Şerife“) wurde im Landkreis Seydiler geboren. Ihr Geburtsdatum ist nicht bekannt. Im Alter von sechzehn Jahren wurde sie verheiratet. Nur zwei Monate nach ihrer Hochzeit brach der Erste Weltkrieg aus und ihr Ehemann wurde zum Kriegsdienst eingezogen. Sechs Monate nach der Trennung erhielt Şerife Bacı die Nachricht, dass ihr Ehemann in der Schlacht von Gallipoli gefallen war. Die Dorfbewohner arrangierten eine neue Ehe mit dem Kriegsveteranen Topal Yusuf („Yusuf, der Lahme“), der im Krieg bei einer Bombenexplosion sein linkes Bein und ein Auge verloren hatte. Drei Jahre nach der Heirat bekam das Paar die Tochter Elif.
Im harten Winter des Jahres 1921 wurden die Bewohner von Şerifes Heimatdorf aufgefordert, beim Transport von Munition für den Griechisch-Türkischen Krieg zu helfen. Şerife Bacı schloss sich mit ihrer Tochter einem Treck an, der mit Ochsenkarren Kanonenkugeln vom Seehafen İnebolu am Schwarzen Meer nach Ankara bringen sollte. Immer wieder musste der Treck aufgrund des starken Schneefalls stoppen und die Menschen im offenen Gelände übernachten. Immer wieder, so die Legende, starben Zugtiere oder weigerten sich, weiterzugehen und so musste auch Şerife Bacı den Karren streckenweise selbst ziehen. Man fand sie im Dezember 1921 nahe der Kaserne Kastamonu erfroren auf.

## Erinnerung
Zur Erinnerung an das 50. Jubiläum der Republikgründung ließ der Landrat von Seydiler 1973 ein Relief aufhängen, das an Şerife Bacı erinnern sollte. 1990 schuf der Bildhauer Tankut Öktem auf dem Platz der Republik in Kastamonu ein Denkmal, das an Atatürk, Şerife Bacı und die Leistung der Frauen von Kastamonu im Befreiungskrieg erinnert. Außerdem wurde am 4. Dezember 2001 im Park von İnebolu ein Denkmal in Erinnerung an die „Märtyrerin Şerife Bacı“ errichtet, das der Künstler Metin Yurdanur auf Bitten des Oberkommandierenden der Jandarma Aytaç Yalman schuf.
Im Februar 2012 marschierten 12 Frauen aus dem Ort Kastamonu die 105 km von İnebolu nach Kastamonu in drei Tagen unter winterlichen Bedingungen, um an die Leistungen von Şerife Bacı zu erinnern.
In und um Kastamonu tragen viele öffentliche Einrichtungen und Schulen den Namen von Şerife Bacı, darunter eine Grundschule und ein Gymnasium sowie zwei Krankenhäuser in Kastamonu, das İstanbul Büyükşehir Şehit Şerife Bacı Lisesi und ein Lise in Ankara.